# David C. Rosenboom
David C. Rosenboom (Fairfield (Iowa), 9 september 1947) is een Amerikaans componist, muziekpedagoog, dirigent, pianist, violist, altviolist en slagwerker.

## Levensloop
Rosenboom groeide op in de buurt van Fairfield (Iowa) en vertrok later naar Quincy (Illinois). Hij studeerde natuurkunde, systeemtheorie, computerwetenschap, experimentele psychologie en compositie, elektronische en computermuziek en uitvoeringspraktijk onder andere bij Salvatore Martirano, Lejaren Hiller, Kenneth Gaburo, Gordon Binkerd, Bernard Goodman, Paul Rolland, Jack McKenzie, Soulima Stravinsky en John Garvey aan de Universiteit van Illinois te Urbana-Champaign (UIUC).
Aan het einde van de jaren 1960 was hij als fellow van de Rockefeller Foundation aan de State University of New York at Buffalo in Buffalo (New York), verder artistiek coördinator in het New Yorkse multimedia paleis "The Electric Circus", medeoprichter van "Neurona Co." (elektronische research en ontwikkeling in de kunsten) en freelance componist van muziek voor de televisie en andere media. In zijn werken maakt hij gebruik van unieke notatiesystemen, uitgebreide instrumententechnieken, multimedia, live-elektronica en improvisatie zoals in zijn A Precipice in Time, Then We Wound Through An Aura of Golden Yellow Gauze, She Loves Me, She Loves Me Not, ..., And Come Up Dripping, To That Predestined Dancing Place en How Much Better If Plymouth Rock Had Landed On The Pilgrims.
In 1970 werd hij professor en medeoprichter van de "Electronic Media Studios", het "Laboratory of Experimental Aesthetics" en de "Division of Interdisciplinary Studies" aan de muziekafdeling van de York Universiteit in Toronto. Eveneens is hij codirecteur van het innovatieve Aesthetic Research Centre of Canada. Een resultaat van deze uitgebreide studies zijn de boeken Biofeedback and the Arts, Extended Musical Interface with the Human Nervous System en verschillende artikelen in internationale vakbladen.
Met de jaarwisseling 1979/1980 vertrok hij naar Californië, waar hij samen met Donald Buchla aan het Mills College, Oakland (Californië) research deed aan een computergestuurd toetseninstrument Touché. Later werd hij hoofd van de muziekafdeling en directeur van het Center for Contemporary Music, een functie, die ook Darius Milhaud tot 1971 had. In 1990 werd hij benoemd tot decaan van de "School of Music", codirecteur van de "Center for Art, Information and Technology", dirigent van de New Century Players aan het California Institute of the Arts in Santa Clarita. Hij was ook gastprofessor aan de Universiteit van Illinois te Urbana-Champaign (UIUC), het Bard College in New York, het Center for Advanced Musical Studies in Chosen Vale bij Enfield (New Hampshire) en de Ionian University (Ιόνιο Πανεπιστήμιο) in Korfoe.
Rosenboom is zowel bekend als innovator van composities voor instrumenten, elektronica, multimedia, alsook als dirigent en uitvoerend musicus.

## Composities

### Werken voor orkest
- 1963 Contrasts, voor viool en orkest
- 1966 Caliban Upon Setebos (after Robert Browning), voor kamerorkest
- 1968 mississippippississm, set van gedichten van Emmett Williams voor 32 spelers, die spreken en spelen clavés, optional opgenomen geluidseffecten en dirigent
- 1980 In the Beginning V (The Story), voor kamerorkest
- 1998-1999 Seeing the Small in the Large, (Six Movements for Orchestra), voor orkest
- 1998-1999 Mood–When the Ground Screams uit "Seeing the Small in the Large", voor kamerorkest
- 2001 Continental Divide, cyclische procesmuziek voor kamerorkest in flexibele bezetting van houtblazers, koperblazers, toetseninstrumenten/slagwerk en strijkers (2e versie)

### Werken voor harmonieorkest
- 1965 Prelude and Dance Fantastique, voor harmonieorkest

### Theaterwerken

#### Opera's
| Voltooid in | titel | aktes | première                                | libretto |
| ----------- | --- | ----- | --------------------------------------- | -------- |
| 1994-1995   | On Being Invisible II (Hypatia Speaks to Jefferson in a Dream); zelf-organiserende, interactieve multi–media kameropera |       | 1995, Los Angeles, County Museum of Art |          |

#### Toneelwerken/Perfomance
- 1967 To Whom It May Concern
- 1967 The Brandy of the Damned, voor geluidsband en interactieve toneelgroep
- 1967 Electrovoice
- 1968 She Loves Me, She Loves Me Not, ..., een geritualiseerd theaterstuk voor live-elektronica, computer, gesproken tekst, visuele effecten (fiber optics en lichtbronnen afhankelijk van geluidamplitudes), twee slide projectors, een overheadprojector, twee muzikale mimen, piano, een groot aantal slagwerkers, die als een soort slagwerkdorp georganiseerd zijn
- 1976 The Naked Truth
- 1976 Rain, A Lament for the Peoples of Chile, samen met George Manupell
- 1977 There Are Sixteen Hours in a Day, Four Days in a Week, Two Weeks in a Month, Seven Months in a Year, The Rest of the Time is Spent Listening and in Contemplation of Fire, samen met George Manupelli
- 1977 Thaddeus Cahill, Deceased (or Drums Mark the End), in samenwerking met George Manupelli, Jacqueline Humbert, M. Moulton, W. Winant, J. Tenney, A. Holloway, M. Byron en C. Arnoldin
- 1978 Throughout: The Coordinated Effect of Attraction and Repetition on Uncoordinated Presence, met George Manupelli en Jacqueline Humbert
- 1979-1982 Daytime Viewing, (in samenwerking met en geïnitieerd door Jacqueline Humbert, theater-/performancewerk met liederen, teksten, fashion show, video, computergrafiek, kostumen en sets

### Vocale muziek
- 1976-1978 Androgyny, Broke and Blue, Wild About the Lady, Strong Arms, Grand Canyon Heartache, Clear Light, Younger Lady, Oasis in the Air, samen met Jacqueline Humbert, acht liederen voor zangstem en piano
- 1999 Attunement, meerstemmig (minimaal 6 stemmig) lied en vrij gerealiseerde harmonieën met originele tekst (samen met: Jacqueline Humbert)

### Kamermuziek
- 1964 Septet, voor trompet, hoorn, trombone, viool, altviool, cello en piano
- 1964 Continental Divide, cyclische procesmuziek voor toetseninstrumenten en melodisch slagwerk (mallets) (1e versie)
- 1965 Sextet, vijf delen voor strijkkwartet, dwarsfluit en fagot
- 1966 Pocket Pieces, drie delen voor dwarsfluit, altsaxofoon, altviool en slagwerk
- 1966 Trio, korte stukken voor klarinet, trompet en contrabas
- 1966 Chart Pieces, meerdere pagina's bladmuziek voor ieder groot of klein instrumentaal groep
- 1966 A Precipice In Time, voor twee slagwerkers met een verdubbeld trio van piano/celesta, altsaxofoon en cello, vierkanaals soundrotator met luidsprekers rondom het publiek waarbij het gedubbelde trio werd gerealiseerd door via een tevoren opgenomen geluidsband met de tweede partij en het afspelen van de andere partij via (remote)microfoons of door digitale resynthetisering (resynthesizing) van de instrumenten
- 1967 Then We Wound Through An Aura of Golden Yellow Gauze, voor dwarsfluit, trombone, elektrisch gitaar, slagwerk en piano/elektrisch klavecimbel (andere versies zijn door differentieerde ensembles mogelijk) en tekst in verschillende secties door twee acteurs/actrices
- 1978 In the Beginning II (Quartet), voor drie instrumentengroepen: 1) vier cello's, trombone en slagwerk; 2) twee cello's, twee altviolen, trombone en slagwerk; 3) altviool, cello, trombone en slagwerk
- 1979 In the Beginning III (Quintet), voor blazerskwintet
- 1979 In the Beginning: Etude I (Trombones), voor elke aantal trombones
- 1980 In the Beginning: Etude II (Keyboards/Mallets/Harps), voor twee, vier, zes of acht spelers
- 1981 Palazzo uit "Future Travel", voor variabele instrumentatie
- 1987 Champ Vital (Life Field), voor viool, piano en slagwerk
- 1989 Two Lines, voor twee of meer instrumenten en kamerensemble
- 2001 Naked Curvature (Four Memories of the Daimon), voor instrumentaal sextet (dwarsfluit/piccolo, klarinet/basklarinet, viool, cello, piano/Midi keyboard en slagwerk/Midi mallet instrument)
- 2002 Shiftless Drifters, duet voor twee instrumenten
- 2003 On the Seduction of Sapientia rev. van de 1974–75 viola da gamba partituur, The Seduction of Sapientia, voor verschillende andere strijkinstrumenten
- 2003 Zones of Coherence, voor solo of meerdere trompetten

### Werken voor piano
- 1964 Six Pieces (Zes stukken)
- 1965 Movement, voor twee piano's
- 1965 Untitled Little Piano Piece
- 1971 Piano Etude I, voor twee piano's
- 1975 19IV75, voor twee piano's, (samen met: J.B. Floyd)
- 1980 In the Beginning: Etude III (Piano and Two Oranges)
- 1997-1998 Bell Solaris (Twelve Movements for Piano) Transformations of a Theme
- 2004 Twilight Language
- 2006 Tango Secretum
- 2007 Kicking Shadows
- 2007 Kicking Little Shadows

### Werken voor verschillende toetseninstrumenten
- 1974 Is Art Is, voor variabel ensemble
- 1976 Keyboard Encounter for Two Pianos and Two Unacquainted Players
- 1980 Lightmotifs, een collectie van motieven en schemata voor gebruik middels improvisatie door iedere ensemblegroep of solisten

### Werken voor jazzband
- 1964 Twelve Stories High, voor jazzband (4 trompetten, 4 trombones, 5 saxofoons, ritmische sectie)
- 1965 Dances, voor jazz- of improvisatie-ensemble

### Werken voor slagwerk
- 1967 To That Predestined Dancing Place, drie delen voor slagwerkkwartet met theater-/danselementen

### Elektronische muziek
- 1968 And Come Up Dripping, voor hobo-solist en elektronica
- 1968 Music for the Play, "Ubu Roi", voor live elektronica met analog computer synthesis
- 1968 Two Pieces for Analog Computer: Music for Unstable Circuits
- 1969-1972 How Much Better if Plymouth Rock Had Landed on the Pilgrims, gevarieerde secties met graduale uitvoering van melodisch, ritmisch en harmonisch material voor creatief samengestelde variabele ensembles met toetseninstrumenten, tokkelinstrumenten, slagwerk, instrumenten die intonatie oefenen (blazers, koperblazers, strijkers, computer gestuurde elektronische en elektroakoestische instrumenten, vogels en buitengeluid
- 1972 Portable Gold and Philosophers’ Stones (music with trills), voor elektronische systemen
- 1972 Patterns for London, in drie delen, voor toetseninstrumenten of uitgebreid instrumentaal ensemble
- 1972 Portable Gold and Philosophers’ Stones (music from brains in fours), voor elektronische systemen
- 1973-1974 The Seduction of Sapientia, voor viola da gamba en elektronische procedures
- 1974 Chilean Drought, samen met Jacqueline Humbert, voor sprekende en zingende stemmen, die van tevoren op geluidsband opgenomen zijn, piano, elektronica, brainwave performer en optioneel slagwerk
- 1976-1977 On Being Invisible
- 1978 Study for On Being Invisible, voor brainwave performer en computermuzieksystemen
- 1978 In the Beginning I (Electronic), voor computer geassisteerde elektronische muzieksystemen
- 1980 In the Beginning IV (Electronic), voor computer geassisteerde elektronische muzieksystemen
- 1981 Future Travel
  1. Station Oaxaca
  2. Nazca Liftoff
  3. Corona Dance
  4. Time Arroyo
  5. Desert Night Touch Down
  6. Palazzo
  7. Nova Wind
- 1983-1985 Zones of Influence, voor slagwerksolisten met computer geassisteerde elektronische muzieksystemen
- 1984 Keyboard Study for "ZONES", voor computer geassisteerde toetseninstrumenten
- 1987 Systems of Judgment
- 1990 Layagnanam, (in samenwerking met Trichy Sankaran), voor Zuid-Indische mrdangam en computermuzieksystemen
- 1991 Predictions, Confirmations, and Disconfirmations
- 1992 Extended Trio, in samenwerking met Charlie Haden en Trichy Sankaran
- 1992 Lineage, Enactment, Transfiguration, and Transference, ontwikkeld in samenwerking met Anthony Braxton
- 2005 Imaginary Wave Fields
- 2005 Hunter/Hunted, voor acht zangeressen/zangers en interactieve computermuzieksystemen